# Haemadipsa picta

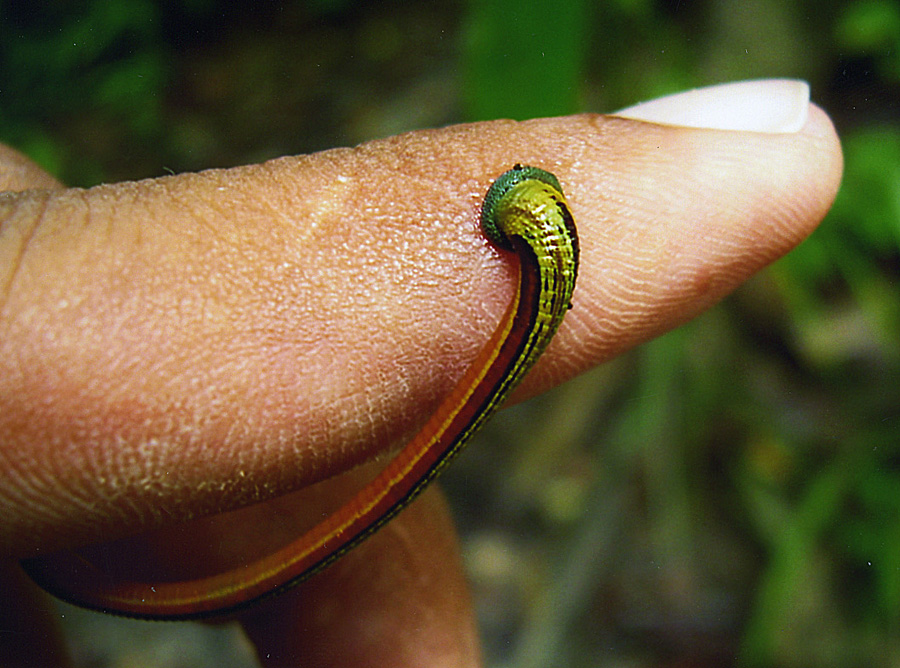
Haemadipsa picta

Haemadipsa picta (лат.) — вид наземных пиявок из семейства Haemadipsidae отряда челюстных или бесхоботных пиявок. Широко распространена во влажных лесах Юго-Восточной Азии.

## Распространение
Юго-Восточная Азия: Индокитай, Индонезия, Тайвань.

## Описание
Длина Haemadipsa picta составляет 13—33 мм. Диаметр передней присоски составляет 1,3—2,5 мм, а задней — 2,5—3,7 мм. Его легко узнать по продольно-полосатому красновато-коричневому дозуму: широкое голубовато-серое, желто-зеленоватое или многоцветное срединно-парамедианное поле содержит от трех до пяти черных или темно-коричневых разорванных полосок внутри. Есть также белая или бледно-желтоватая продольная краевая полоса с темными пятнами. Брюшная часть равномерно желтовато-коричневая, в связи с чем в народе пиявка называется тигровой («tiger leech»).
Питаются кровью в основном млекопитающих среднего и крупного размера, включая людей. Встречаются на кустах и травах на высоте около 1 метра над землей во влажных тропических лесах. Они быстро и активно двигаются и могут падать на прокормителя с веток или листьев. Присасывания этого вида сравнительно болезненны и ведут к длительному кровотечению, за что в англоязычной литературе пивка получила название «stinging land leech» («жалящая земляная пиявка»).